# Dlžín
Dlžín es un municipio del distrito de Prievidza en la región de Trenčín, Eslovaquia, con una población estimada a final del año 2024 de 146 habitantes.
Se encuentra ubicado al este de la región, cerca del río Nitra (cuenca hidrográfica del Danubio) y de la frontera con las regiones de Banská Bystrica y Žilina.

## Demografía
| Año        | 1994 | 2004     | 2014    | 2024     |
| ---------- | ---- | -------- | ------- | -------- |
| Población  | 214  | 187      | 176     | 146      |
| Diferencia |      | −12,61 % | −5,88 % | −17,04 % |

| Año        | 2023 | 2024    |
| ---------- | ---- | ------- |
| Población  | 152  | 146     |
| Diferencia |      | −3,94 % |